# ルーローの三角形

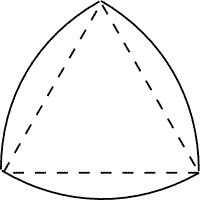
正三角形（破線）とそれから作られるルーローの三角形（実線）

ルーローの三角形（ルーローのさんかっけい、英: Reuleaux triangle）は、正三角形の各辺を膨らませたような形をした定幅図形である。ドイツの工学者フランツ・ルーローが考察したことからこの名がついた。
正三角形の各頂点を中心に半径がその正三角形の1辺となる円弧で結んでできる。曲線をもつので多角形ではない。また、三角形という言葉が含まれるが、三角形ではない。

## 一般化した図形
同様の作図を任意の正奇数角形（偶数では不可）におこなうと、ルーローの多角形になる。ルーローの三角形は、辺と頂点の数が最も少ないルーローの多角形である。
類似の作図を立体で行うとルーローの四面体ができる。

## 性質

正方形に内接して転がるルーローの三角形。これを応用して、正方形に近い形の穴を開けるドリルを作ることができる。

定幅図形なので、高さが一定のまま転がることができる。また、幅が回転しても一定のままである。しかし、転がしたときの重心の高さは一定でないため、円板のようにスムーズには転がらない。とはいえ、曲線を含む図形なので三角形よりはスムーズに転がる。

### 定量
ルーローの三角形の幅（すなわち正三角形の辺の長さ）を s とする。
幅が等しい定幅図形の周の長さは等しいとするバルビエの定理より、ルーローの三角形の周の長さは直径 s の円周に等しく {\displaystyle \pi s\,} である。辺の（円弧に沿った）長さは
{\displaystyle {\frac {\pi }{3}}s\approx 1.049198s}
である。
面積は
{\displaystyle {\frac {1}{2}}\left(\pi -{\sqrt {3}}\right)s^{2}\approx 0.704771s^{2}}
で、辺長 s の正三角形の面積の 1.627599 倍、直径 s の円の面積の 0.897342 倍である。ブラシュケ・ルベーグの定理より、これは幅が同じ定幅図形の中では最小である。（最大はもちろん円である。）
内角は {\displaystyle 2\pi /3=120^{\circ }} である。

### 内接

ロータリーエンジンの断面図

幅 s のルーローの三角形はどの方向にも幅 s なので、辺の長さ s の正方形の中で内接しながら回転することができる。この特長を利用した断面のドリルを使うとほぼ正方形の穴をあけることができる。ただし、ルーローの三角形の内角は正方形の内角（直角）より広いので、角は削りきれず楕円弧になる。
ロータリーエンジンは、ルーローの三角形が4次ペリトロコイドに内接して回転できることを利用している。
パナソニックは、ルーローの三角形を掃除用ロボットの外形に採用しており部屋の隅の掃除に強いことをセールスポイントにしている。

### その他
幅1のルーローの三角形は掛谷針集合（長さ1の線分を連続的な移動で反転させることのできる図形）の代表例の一つである。